# Лаппо (дворянские роды)
Лаппо (пол. Łappa) — два литовских дворянских рода, гербов Крживда, Любич и Лада, из которых один восходит к началу XVII века и внесён в VI часть родословной книги Минской губернии.
Есть род Лаппо-Данилевских, «малороссийского» (украинского) происхождения.